# Çalıözü
Çalıözü ist ein Dorf (Köy) im Landkreis Pertek der türkischen Provinz Tunceli. Im Jahr 2011 lebten in Çalıözü 89 Menschen.